# Eulemur cinereiceps
El lémur de cabeza gris (Eulemur cinereiceps) es una especie de primate estrepsirrino de la familia Lemuridae. Es una especie catemeral (activa tanto de día como de noche) endémica del sureste de Madagascar, entre los ríos Manampatrana y Mananara.
Fue clasificada antiguamente como una subespecie del Eulemur fulvus, hasta su separación en 2001, y fue aceptada por el Grupo especialista cría conservacionista de IUCN/SSC en 2002. Sin embargo, estudios más recientes apoyarían el estatus de subespecie.
En 2005 se estimó, por medio de imágenes tomadas por satélites, que su hábitat actual es de unos 700 km², dentro de su alcance geográfico.
Es una especie en peligro crítico de extinción, y fue incluido en la publicación bienal Los 25 primates en mayor peligro del mundo, 2008-2010.